# Loxostege tschelialis
Loxostege tschelialis là một loài bướm đêm trong họ Crambidae.